# Куруш (монета)
Куруш (тур. kuruş, раніше guruş, араб. قرش [ kiɾʃ ], plural араб. قروش [ kəˈruːʃ ], турецька вимова: [ kuˈɾuʃ ]; через численні запозичення утворено від лат. grossus, етимологічно споріднене укр. гріш, гроші) — у сучасній Туреччині, після грошової реформи 2005 року, куруш це 1/100 турецької ліри.
Спочатку, куруш — назва срібних європейських монет в Османській Туреччині, наприклад левендальдера — асаді-куруш, рейхсталера — ріял-куруш (детальн. див. Талер). Пізніше — власна монета (1 куруш = 40 пара), чия вага змінювався дуже значно (від 26 до 1,2 грам).
За султана Агмеда III (1703—1730) для розміну куруша почали карбувати монету, яка мала назву «ігірмілік» (тур. «двадцять») і дорівнювала 20 пара (1/2 куруша). В Молдавії та на Буковині ці монети, а також голландські левкові півталери (із 1630-х рр.), носили назву «поллей» («поллев»). Цією монетою, як правило, сплачувалися звичаєві податки.
- У Саудівській Аравії — кірш (кереш, Qirsch). 1 саудівський ріал = 20 кершам (курушів) або 100 халалів.